# (11027) Astafʹev
(11027) Astafʹev es un asteroide perteneciente al cinturón de asteroides, descubierto el 7 de septiembre de 1986 por la astrónoma soviética Liudmila Chernyj desde el Observatorio Astrofísico de Crimea.

## Designación y nombre
Designado provisionalmente como 1986 RX5. Fue nombrado Astafʹev en honor al escritor ruso Víktor Petróvich Astáfiev.